# Strzelectwo na Letnich Igrzyskach Olimpijskich 1956 – ruchoma tarcza, 100 m
'Ruchoma tarcza, 100 m to jedna w siedmiu konkurencji strzeleckich rozgrywanych podczas igrzysk olimpijskich w 1956 w Melbourne. Wystartowało 11 zawodników z 6 krajów.
Było to strzelanie do ruchomej tarczy z biegnącym jeleniem. W pierwszej rundzie zawodnicy oddawali pojedyncze strzały w trzech seriach (po 20, 20 i 10 przebiegów tarczy). W drugiej rundzie oddawali po dwa strzały do każdej tarczy, również w trzech seriach (po 10, 10 i 5 przebiegów tarczy). Maksymalnie można było uzyskać 500 punktów.  
Konkurencja ta w tym formacie była rozgrywana po raz drugi i ostatni na igrzyskach olimpijskich.  
Rozegrano tylko finał 3 i 4 grudnia.

## Rekordy
|                   | zawodnik    | narodowość | wynik | data             | miejsce  |
| ----------------- | ----------- | ---------- | ----- | ---------------- | -------- |
| Rekord olimpijski | John Larsen | Szwecja    | 413   | 28–29 lipca 1952 | Helsinki |

## Wyniki
| Miejsce | Zawodnik            | Kraj      | Rundy   | Rundy   | Wynik | Uwagi |
| Miejsce | Zawodnik            | Kraj      | Runda 1 | Runda 2 | Wynik | Uwagi |
| ------- | ------------------- | --------- | ------- | ------- | ----- | ----- |
| złoto   | Witalij Romanenko   | ZSRR      | 220     | 221     | 441   | OR    |
| srebro  | Olof Sköldberg      | Szwecja   | 223     | 209     | 432   |       |
| brąz    | Władimir Siewriugin | ZSRR      | 213     | 216     | 429   |       |
| 4.      | Miklós Kovács       | Węgry     | 204     | 213     | 417   |       |
| 5.      | Miklós Kocsis       | Węgry     | 215     | 201     | 416   |       |
| 6.      | Rolf Bergersen      | Norwegia  | 203     | 206     | 409   |       |
| 7.      | Benkt Austrin       | Szwecja   | 208     | 197     | 405   |       |
| 8.      | John Larsen         | Norwegia  | 180     | 195     | 390   |       |
| 9.      | Germán Briceño      | Wenezuela | 158     | 194     | 375   |       |
| 10.     | Colin Anderson      | Australia | 184     | 173     | 357   |       |
| 11.     | Noel Hall           | Australia | 167     | 172     | 339   |       |